# In the Name of the People
In the Name of the People (frei übersetzt Im Namen des Volkes) ist ein US-amerikanischer Dokumentarfilm von Frank Christopher aus dem Jahr 1985, der für einen Oscar nominiert war.
Vorangestellt sind dem Film die Worte: „In the Name of the people is an intimate portrait of the Salvadoran Revolution and its participants, Shot entirely in the liberated one of Guazapa, this film shows the inter-relationshuip between 2,000 armed combatants and the peasant population of 10,000. Beyond the armed struggle, the revolutionaries explain their ideology, their reasons for joining as well als their long-term aspirations. It is a rare glimpse into the daily life of a state within a state and its forms of organization: schools, clinics, farm collectives, training, and popular power assembles.“
(frei übersetzt: Im Namen des Volkes ist ein intimes Porträt der salvadorianischen Revolution und ihrer Teilnehmer. Der Film wurde vollständig im befreiten Guazapa gedreht und zeigt die Wechselbeziehungen zwischen 2.000 bewaffneten Kämpfern und der 10.000 Bauern zählenden Bevölkerung. Über den bewaffneten Kampf hinaus erläutern die Revolutionäre ihre Ideologie, ihre Gründe für ihren Beitritt sowie ihre langfristigen Ambitionen. Es ist ein seltener Einblick in das tägliche Leben eines Staates im Staat und seine Organisationsformen: Schulen, Kliniken, landwirtschaftliche Kollektive, Ausbildung und Volksversammlungen der Macht.)

## Inhalt

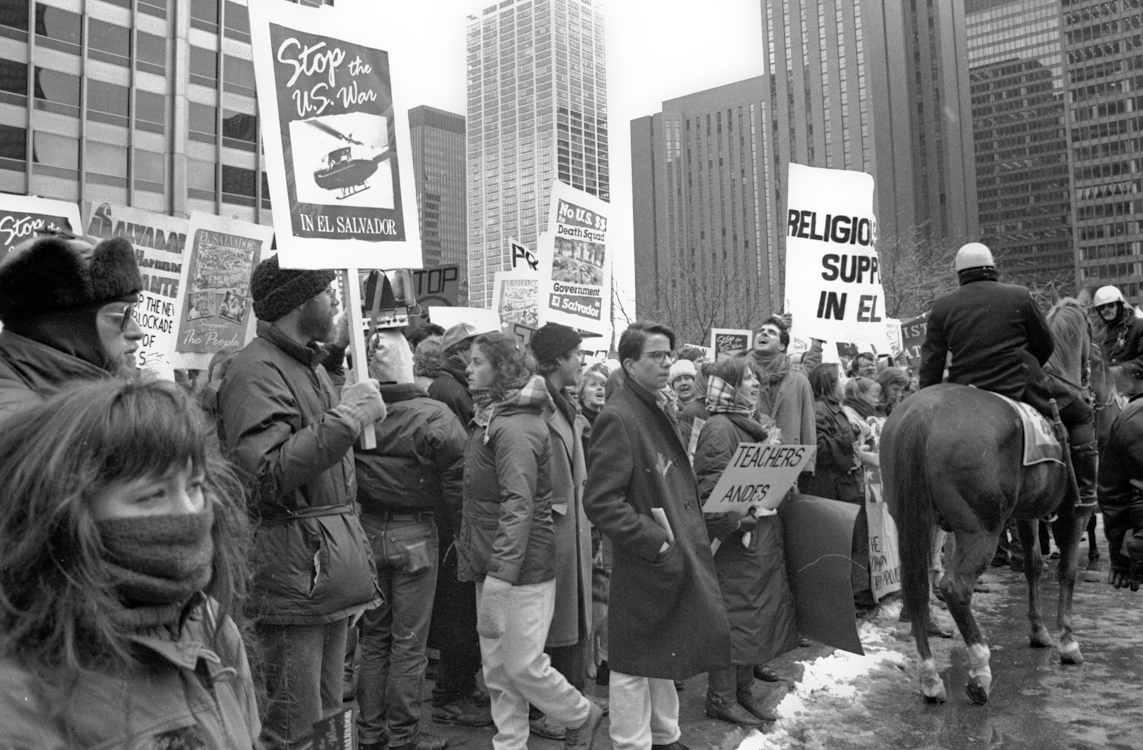
Protest gegen die Unterstützung der salvadorianischen Regierung durch die USA, Chicago, 1989

Um Guerillakämpfer zu beobachten, haben sich vier Filmemacher heimlich nach El Salvador begeben, da die Männer und Frauen dort im Bürgerkrieg, der von 1980 bis 1991 andauerte, gegen die von der dortigen Regierung geführten Militärkräfte kämpfen. Die Aufständischen setzen sich zusammen aus Bauern, Frauen und auch Kindern, aus armen Menschen, die beschlossen haben, sich für bessere Lebensbedingungen und gegen die tyrannische Unterdrückung die von der Regierung in ihrem Land ausgeübt wird, zur Wehr zu setzen. Ein Großteil dieser Menschen besteht aus Analphabeten, die von dem jeweiligen Gruppenführer unterrichtet wurden. Sie nahmen sich die Zeit, ihnen Lesen beizubringen und zu verstehen, wie die politische Lage ist, in die nun auch sie verwickelt waren. Die arme Bevölkerung protestierte auf den Straßen gegen die Unterstützung der salvadorianischen Regierung durch die USA, die neben Militärberatern auch Militärgerät im großen Stil an die Junta lieferte und davon selbst nach dem Massaker von El Mozote nicht abließ.
Der Bürgerkrieg forderte mindestens 75.000 Todesopfer. Auch nach dem Ende des Bürgerkriegs blieb der soziale Gegensatz zwischen einem kleinen Teil der Bevölkerung, der Zugriff auf einen Großteil der Ressourcen hat und ein privilegiertes Leben führen kann, und der sehr armen Mehrheit der Bevölkerung erhalten.

## Produktionsnotizen, Veröffentlichung
Regisseur Frank Christopher schmuggelte sich zusammen mit einer kleineren Gruppe von Filmemachern in die Nähe von Guerillakämpfern, zu einer Zeit als dort Bürgerkrieg herrschte. Die Gruppe verfolgte die Kämpfe und den Alltag der militanten Menschen und hörte sich auch deren tragische Geschichten an.
Der in El Salvador gedrehte Film wurde in den Vereinigten Staaten erstmals im März 1985 veröffentlicht, war jedoch bereits im Winter 1982 als Video oder 16-mm-Film erhältlich. Vertrieben wurde der Film von Icarus-Films.

## Auszeichnung (Auswahl)
- Academy Awards 1985
  - nominiert für einen Oscar in der Kategorie „Bester Dokumentarfilm“ Alex W. Drehsler und Frank Christopher